# Нагрудный знак для лиц, окончивших высшие военно-учебные заведения Вооружённых Сил СССР

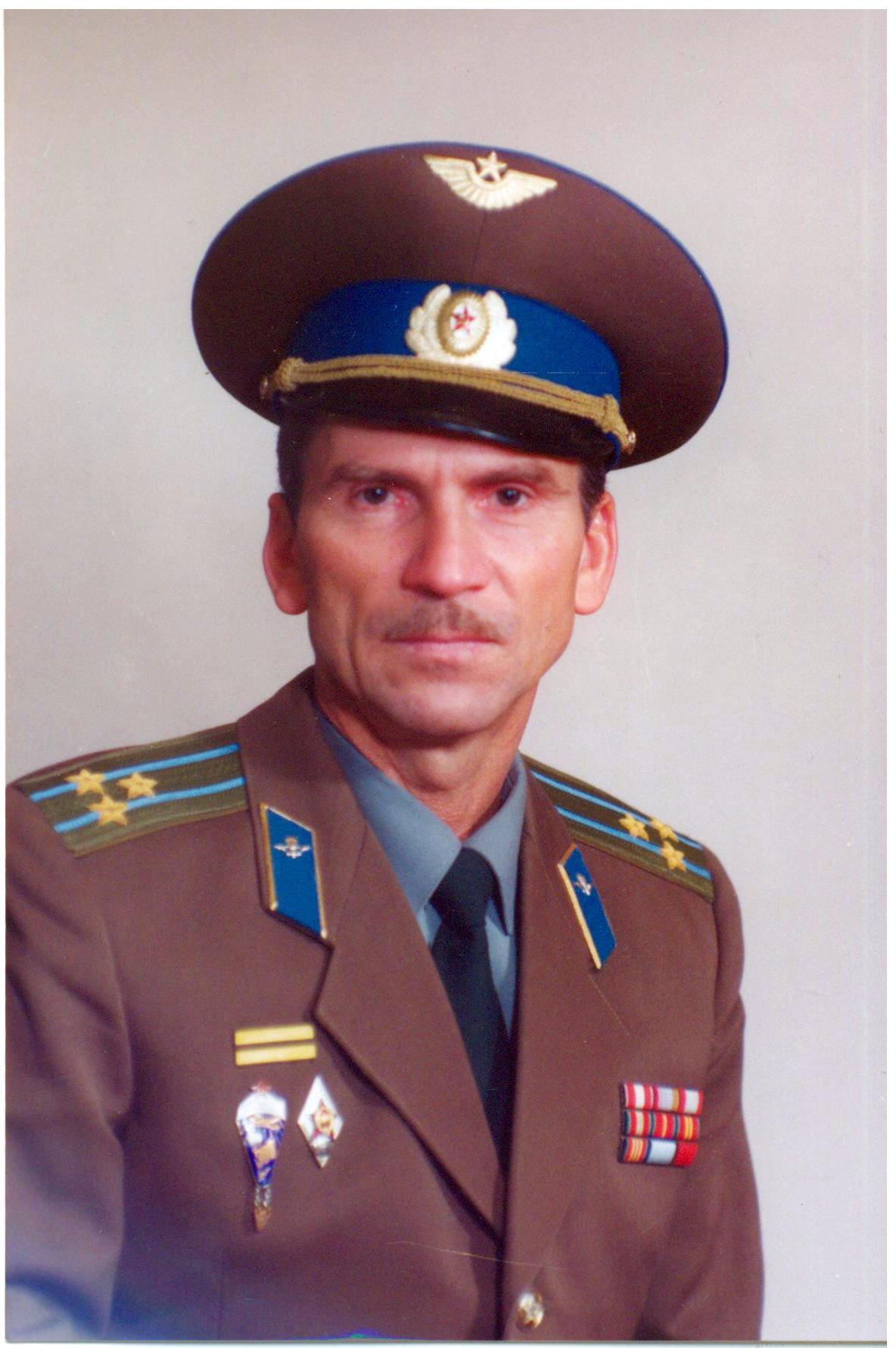
Нагрудный знак окончившего высшее военно-учебное заведение ВС СССР, знак ранения (два тяжёлых ранения) на кителе, полковник Л. В. Хабаров, во время службы в Прикарпатском военном округе.

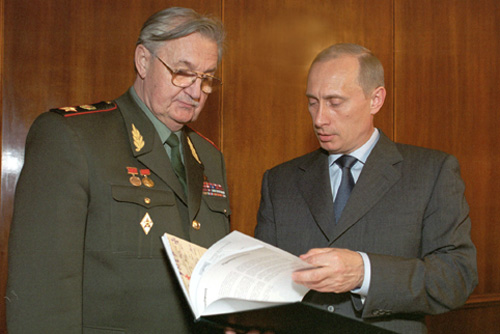
Нагрудный знак окончившего высшее военно-учебное заведение ВС СССР на кителе генерала армии В. Варенникова, Ново-Огарёво, 11 апреля 2002 года.

Нагрудный знак для лиц, окончивших высшие военно-учебные заведения Вооружённых Сил СССР — нагрудный знак различия лиц, окончивших высшие военно-учебные заведения Вооружённых Сил СССР (ВС СССР).
Учреждён Указом Президиума Верховного Совета Союза Советских Социалистических Республик от 15 ноября 1950 года «Об учреждении нагрудного знака для лиц, окончивших военные академии и военные факультеты (отделения) гражданских высших учебных заведений СССР». (В редакции 1980 года название Указа изменено на «Об учреждении нагрудного знака для лиц, окончивших высшие военно-учебные заведения Вооруженных Сил СССР».)
Нагрудный знак для лиц, окончивших высшие военно-учебные заведения Вооружённых Сил СССР вручался лицам, окончившим высшие военно-учебные заведения Вооружённых Сил СССР (военнослужащим Советской Армии, Военно-Морском Флота, пограничных и внутренних войск, а также органов Комитета государственной безопасности СССР).
В просторечии: «Училищный значок», «Академический значок», «Ромб», «Поплавок».

## История

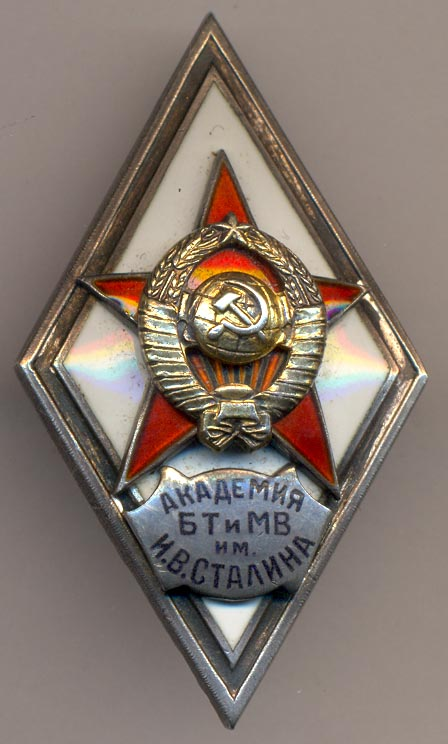
Нагрудный знак для лиц, окончивших высшие инженерные военно-учебные заведения Вооружённых Сил СССР — военных академий (и приравненные к ним), образец 1950 года.

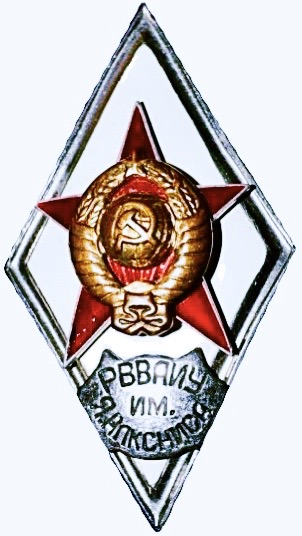
Академический
Нагрудный знак
для слушателей, окончивших Рижское Высшее Военное Авиационное Инженерное Училище имени Я. Алксниса — учебное заведение, приравненное к военной академии, выпуск 1972 года.

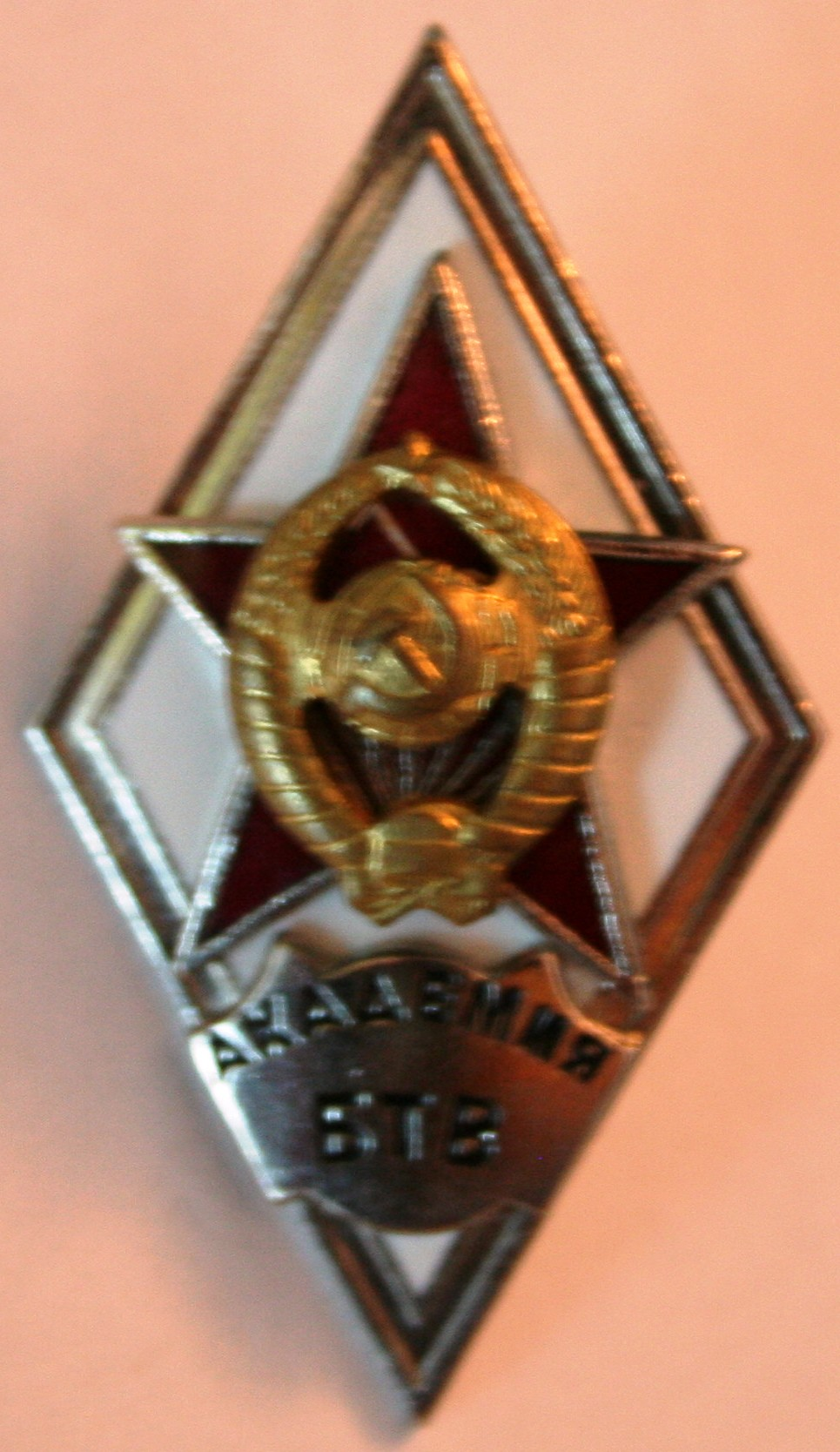
Знак выпускника академии, другого образца.

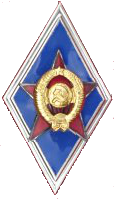
Нагрудный знак для лиц, окончивших высшие военно-учебные заведения Вооружённых Сил СССР — высших военных училищ и военных институтов, образец 1980 года.

Указом Президиума Верховного Совета СССР от 15 ноября 1950 года «Об учреждении нагрудного знака для лиц, окончивших высшие военно-учебные заведения Вооруженных Сил СССР» (объявлен по Вооружённым Силам СССР приказом Министра Вооружённых Сил СССР № 12 от 29 января 1951 года), в продолжение традиций Русской армии и флота, РККА и РККФ, чтобы отметить лиц, окончивших высшие военно-учебные заведения Вооружённых Сил СССР и поднять их престиж, введены нагрудные знаки за окончание высших военно-учебных заведений.
Первые нагрудные знаки стали торжественно вручать выпускникам высших военно-учебных заведений ВС СССР и военных факультетов при гражданских учебных заведениях 1951 года выпуска.
Первоначально нагрудные знаки об окончании высших военно-учебных заведений Вооружённых Сил СССР изготавливались на заводе при Московском монетном дворе. Знак имел форму ромба и состоял из нескольких частей: основы, звезды и изображения герба СССР; в нижней части знака, под звездой, располагалась пластинка (накладка, шильдик, щиток), на который нанесена аббревиатура наименования военного учебного заведения или военного факультета при гражданском ВУЗе.
Описание нагрудных знаков для лиц, окончивших высшие военно-учебные заведения позднее было изменено Указом Президиума Верховного Совета СССР от 4 января 1957 года (объявлен по Советской Армии и Военно-Морскому Флоту приказом Министра обороны СССР № 7 от 19 января 1957 года). В новым описании нагрудных знаков отсутствовало упоминание пластинки (накладки, шильдика, щитка) с выгравированным сокращённым наименованием высшего военно-учебного заведения или военного факультета при гражданском учебном заведении, и для всех их выпускников были установлены унифицированные знаки. Возможно, это было сделано в связи с политическими изменениями (на нагрудных знаках были упоминания Сталина и многих других), упрощением производства, режимом секретности (количество выпускников) или появившимися сложностями и путаницей в изготовлении определённого количества знаков для каждого высшего военно-учебного заведения Вооружённых Сил СССР (всего известен 61 заводской нагрудный знак с аббревиатурами: 28 военных академий и 33 высших военных училищ и военных факультетов).
Согласно Указу Президиума Верховного Совета СССР, от 5 сентября 1960 года, нагрудные знаки для лиц, окончивших высшие военно-учебные заведения, стали изготавливаться не из серебра, а из нейзильбера, а позолоченные детали на знаке из томпака.
Приказом Министра обороны СССР № 24 от 6 февраля 1961 года учреждён нагрудный знак, который вручался всем лицам, окончившим полный курс высших военных училищ.
Нагрудные знаки также были изменены в 1980 году Указом Президиума Верховного Совета СССР от 10 октября 1980 года (объявлен по войскам приказом Министра обороны СССР № 330 от 6 декабря 1980 года).
Некоторые умельцы, вспомнив внешний вид знака 1950 года, дополняли нагрудный знак для лиц, окончивших высшие военно-учебные заведения Вооружённых Сил СССР пластинкой (накладкой, шильдиком, шитком) с гравировкой аббревиатур наименований высших военно-учебных заведений Вооружённых Сил СССР. Во многих случаях сам военный вуз вручал выпускникам знаки с наименованием вуза, хотя никакими приказами это не регламентировалось и, строго говоря, было нарушением действующих правил. Часто военными вузами, опять же с нарушением действующих правил, вручался не установленный знак синего цвета, а знак, предусмотренный для лиц, окончивших военные академии, с той лишь разницей, что на шильдике указывалось название вуза.

## Описание

### Высшие военные училища и военные институты
Нагрудный знак для лиц, окончивших высшие военные училища и военные институты Вооружённых Сил СССР, военные факультеты при гражданских высших учебных заведениях СССР (кроме Военного финансово-экономического факультета при Московском финансовом институте, см. ниже), — слегка выпуклый ромб, покрытый светло-синей эмалью. По краю ромба полоски серебристого цвета шириной 2,5 миллиметра, окаймлённые бортиками.
В центре знака на фоне светло-синей эмали наложена пятиконечная звезда, покрытая рубиново-красной эмалью; фацет звезды посеребрен; поверх звезды наложено позолоченное изображение Государственного герба Союза Советских Социалистических Республик.
Размеры знака: высота — 46 миллиметра, ширина — 26 миллиметра.
Знак изготовляется из нейзильбера, позолоченные детали — из томпака. На оборотной стороне знака — приспособление для прикрепления знака к одежде.
Де-факто часто вместо синего знака носился белый академический знак с шильдиком с наименованием военного вуза, причем знаки официально выдавались командованием выпускникам в день выпуска.

### Военные академии (приравненные к ним)
Нагрудный знак для лиц, окончивших военные академии СССР и Военный финансово-экономический факультет при Московском финансовом институте, представляет собой слегка выпуклый ромб, покрытый белой эмалью. По краю ромба полоски серебристого цвета шириной 2,5 миллиметра, окаймлённые бортиками.
В центре знака на фоне белой эмали наложена пятиконечная звезда, покрытая рубиново-красной эмалью; фацет звезды посеребрён; поверх звезды наложено позолоченное изображение Государственного герба Союза Советских Социалистических Республик.
Размеры знака: высота — 46 миллиметра, ширина — 26 миллиметра.
Знак изготовляется из нейзильбера, позолоченные детали — из томпака. На оборотной стороне знака — приспособление для прикрепления знака к одежде.

### Военная академия Генерального штаба Вооружённых Сил
Нагрудный знак для лиц, окончивших Военную орденов Ленина и Суворова академию Генерального штаба Вооружённых Сил СССР имени К. Е. Ворошилова, представляет собой слегка выпуклый ромб, покрытый белой эмалью. По краю ромба полоски позолоченные шириной 2,5 миллиметра, окаймлённые бортиками.
В центре знака на фоне белой эмали наложена пятиконечная звезда, покрытая рубиново-красной эмалью; фацет звезды позолочен; поверх звезды наложено позолоченное изображение Государственного герба Союза Советских Социалистических Республик.
Размеры знака: высота — 46 миллиметра, ширина — 26 миллиметра.
Знак изготовляется из томпака. На оборотной стороне знака — приспособление для прикрепления знака к одежде.

## Порядок вручения
26 июня 1974 года в Ленинграде на плацу № 1 училища состоялся торжественный выпуск. Впервые в истории училища его выпускникам вручили дипломы о высшем военно-специальном образовании и нагрудные знаки об окончании высшего военно-учебного заведения.— Глава седьмая. Подготовка командных и инженерно-технических кадров для Железнодорожных войск в условиях развития и совершенствования системы профессионального образования (1945 — 1991 годов), Железнодорожные войска России, Книга 4, В период мирного строительства: 1945–1991./Под ред. Г. И. Когатько. — М.: ООО «Русь-Стиль XXI век», 2002. — 352 с. Тираж 5000 экз.

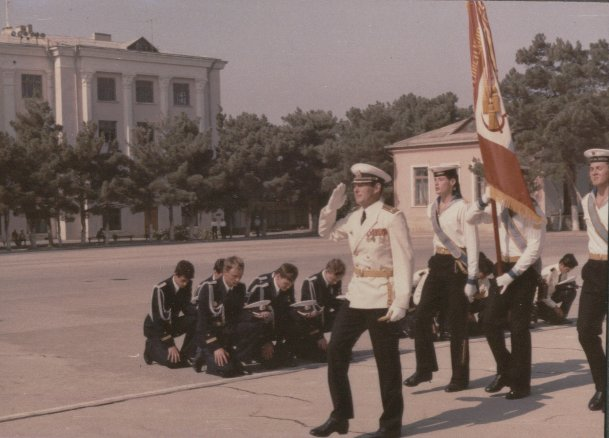
Выпуск лиц, окончивших высшее военно-учебное заведение Вооружённых Сил СССР, в том числе иностранных военнослужащих (Фольксмарине ВС ГДР), в Каспийском высшем военно-морском училище имени С. М. Кирова.

Указом было установлено, что вручение нагрудного знака, производится начальником высшего военно-учебного заведения Вооружённых Сил СССР одновременно с вручением диплома об окончании курса обучения, в данном высшем военно-учебном заведении. Вручение проходило в торжественной обстановке, как правило, в день выпуска из высшего военно-учебного заведения Вооружённых Сил СССР. О выдаче нагрудного знака делалась отметка в послужном списке лица получившего знак, посредством специального штампа, с надписями «Знак вручён» или «Знак выдан». Также указывалось что лица, окончившие высшие военно-учебные заведения Вооружённых Сил СССР и получившие в связи с этим нагрудные знаки на основании ранее действовавшего законодательства, сохраняют на них право.

## Порядок ношения
Нагрудный знак для лиц, окончивших высшие военно-учебные заведения Вооружённых Сил СССР , носился на парадной и повседневной военной форме одежды с правой стороны после знака почётного звания «Гвардия».

Статья 200. При наличии у военнослужащих нагрудных знаков об окончании двух и более высших военно-учебных заведений носится только один нагрудный знак.

Нагрудный знак об окончании гражданского высшего учебного заведения (университета, института) разрешается носить и при наличии нагрудного знака об окончании высшего военно-учебного заведения правее его, на одном уровне с ним.

При наличии знака об окончании высшего военно-учебного заведения знак об окончании среднего военно-учебного заведения не носится.

Нагрудные знаки об окончании Суворовского военного училища и Нахимовского военно-морского училища носятся на правой стороне груди и размещаются на одном уровне со знаками об окончании высшего или среднего военно-учебного заведения, правее их, а при отсутствии этих знаков — на их месте.— Правила ношения военной формы одежды СА и ВМФ.
Правила ношения часто нарушались, особенно высшими офицерами. Например, адмирал В. В. Михайлин носил сразу четыре «ромба», а генерал армии И. Н. Родионов ни одного.